# ادی آنجلیلو
ادی آنجلیلو (ایتالیایی: Edi Angelillo؛ زادهٔ ۷ سپتامبر ۱۹۶۱) بازیگر اهل ایتالیا است. در سال ۱۹۹۷، او به‌دلیل بازی‌اش در فیلم زنِ کمی‌زشت و مُسن نامزد جایزهٔ دیوید دی دوناتلو برای بهترین بازیگر نقش مکمل زن شد.
از فیلم‌ها یا برنامه‌های تلویزیونی که وی در آن نقش داشته است، می‌توان به یک عصر اکتبر و راتاتاپلان اشاره کرد.